# Amba (địa hình)

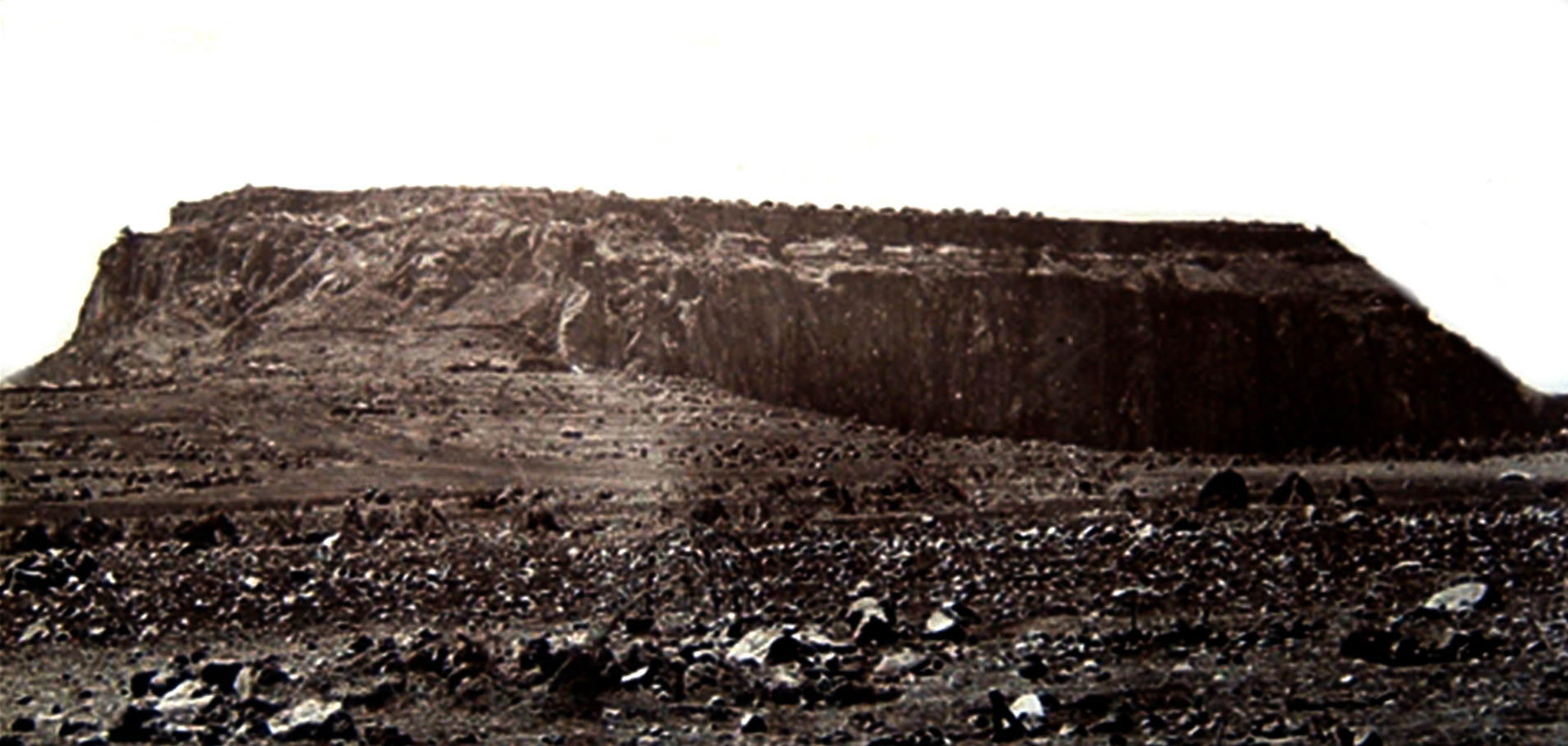
Một thành lũy trên amba trước khi nó bị phá hủy trong tháng 4 năm 1868 sau trận Magdala.

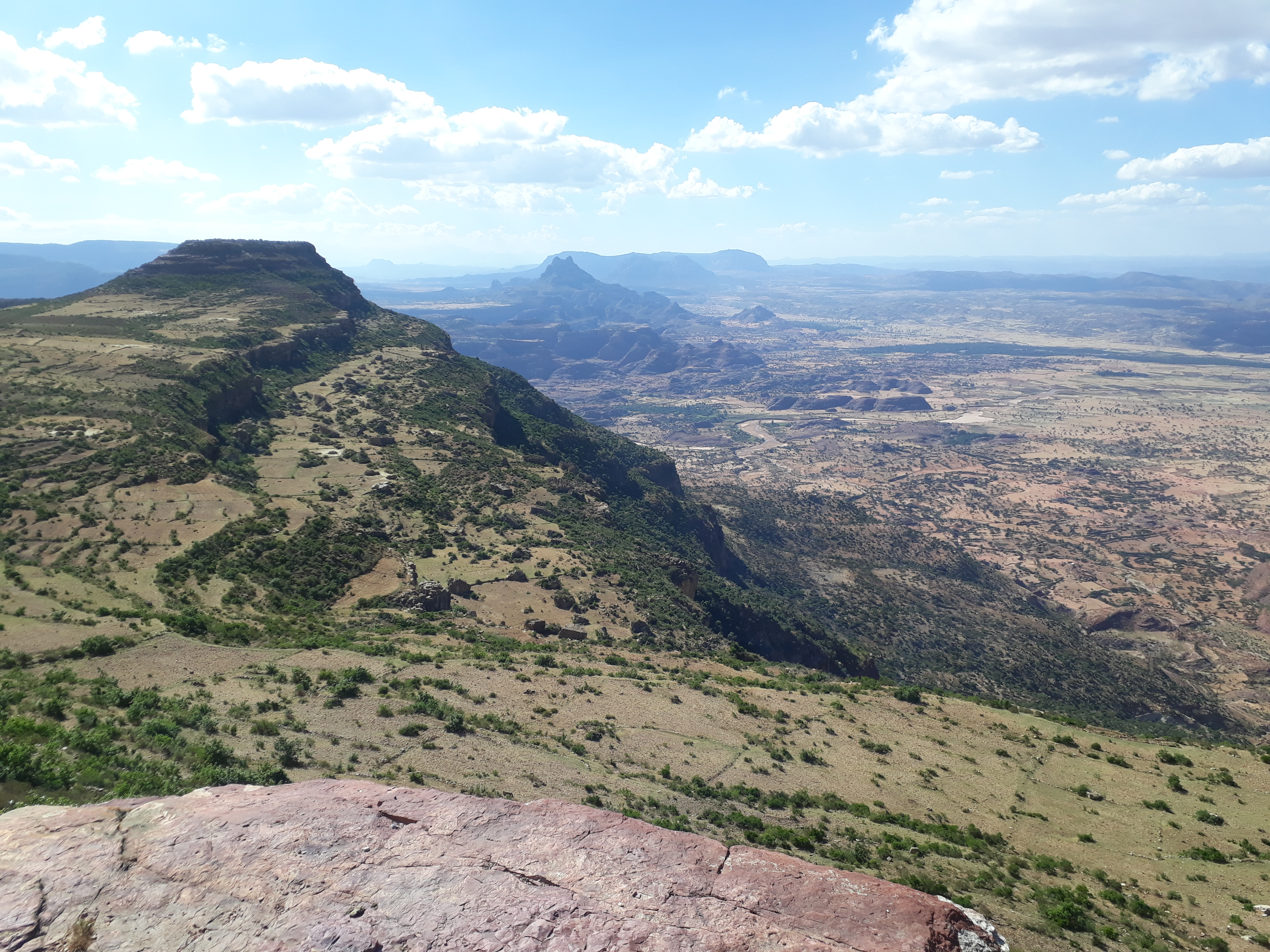
Itai Sara, một amba ở Degua Tembien.

Amba (tiếng Amhara: አምባ āmbā, tiếng Tigrinya: እምባ imbā) là một kiểu địa mạo đặc trưng ở Ethiopia. Nó là một ngọn núi dốc đứng hai bên nhưng đỉnh bằng phẳng, thường là địa điểm của các ngôi làng, giếng nước và đất đai nông nghiệp xung quanh của chúng. Những khu định cư như thế thường được tập trung tại các cao nguyên amba này vì chúng có tính phòng thủ và hầu như không thể tiếp cận từ vùng đất thấp hơn bao quanh.
Thuật ngữ gốc trong tiếng Amhara là để nói về thành lũy trên núi. Chẳng hạn như Amba Geshen, một amba có tầm quan trọng lịch sử, nơi các thành viên của các gia đình hoàng tộc được bảo vệ vì sự an toàn của họ cũng như để ngăn chặn họ tham gia vào các âm mưu chống lại vị hoàng đế đương nhiệm. Các amba đáng chú ý khác còn có Amba Aradam và Amba Alagi, các địa điểm diễn ra những trận chiến nổi tiếng trong Chiến tranh Ý-Ethiopia lần thứ nhất (1895-1896) và Chiến tranh Ý-Ethiopia lần thứ hai (1935-1937). Trong tiếng Tigrinya, thuật ngữ này là "Emba" (cũng được đánh vần là "Imba").

## Các amba nổi tiếng trong lịch sử Ethiopia
- Magdala - Nơi ẩn náu cuối cùng của hoàng đế Tewodros (1818-1868) trước khi thất bại và tự vẫn trong chiến tranh Anh-Ethiopia.
- Amba Alagi - Điểm diễn ra 3 trận chiến trong 2 cuộc chiến tranh Ý-Ethiopia.
- Amba Geshen - Nhà tù hay nơi giam cầm lịch sử đối với các thành viên của hoàng tộc.
- Debre Damo - Tên gọi của một Amba và một tu viện Ethiopia có từ thế kỷ 6.

## Thông tin khác
Năm 2008, một nhiệm vụ khoa học trên một amba gần Harar, Kundudo đã xác định một trong hai quần thể ngựa nhà sinh sống hoang dã ở Châu Phi.